# Nationale werkplaatsen
De Nationale werkplaatsen (Ateliers Nationaux in het Frans) was een kortstondige maatregel in het Revolutiejaar 1848, door de Tweede Franse Republiek, om door middel van werkverschaffing, de enorme werkloosheid op te lossen. Het was de voorloper van wat wij vandaag kennen onder de noemer sociale werkplaats.
Louis Blanc werd tot minister van arbeid gekozen in de voorlopige regering van de Tweede Franse Republiek. Blancs hervormingsvoorstellen werden echter voortdurend afgewezen door deze nieuwe regering.  Onder druk van Blanc werden de 'Ateliers Nationaux' opgericht, waar werklozen te werk gesteld werden. De regering zorgde ervoor dat Blanc geen invloed had op de uitvoering van deze werkplaatsen. Deze Ateliers Nationaux waren werkplaatsen, terwijl Blanc de term “Ateliers Nationaux” alleen gebruikte voor de overkoepelende beslissingsorganen, die gekozen werden door de arbeidersassociaties.  De opgezette werkplaatsen waren niet goed gepland en hadden te weinig middelen en werktuigen. Ook konden de deelnemende arbeiders slechts om de vier werkdagen werken, omdat er te veel deelnemers waren. In deze werkplaatsen werd voornamelijk nutteloos werk verricht, omdat de regering niet wilde dat de werkplaatsen een concurrent zouden vormen voor bestaande bedrijven. De directeur van de sociale werkplaatsen, Emile Thomas, was een openlijke tegenstander van Blanc en de directeur erkende in zijn memoires dat het de bedoeling was dat de sociale werkplaatsen zouden mislukken om zo socialistische ideeën in diskrediet te brengen.
In juni 1848 besloot de regering om de Ateliers Nationaux te ontbinden. Ongeveer 110.000 mensen waren direct of indirect afhankelijk van de Ateliers Nationaux voor hun inkomen. Op 22 juni werden de arbeidersassociaties opgeheven, waardoor er een opstand uitbrak. De Parijse werklozen en arbeiders gingen op 23 juni de straat op om une république sociale et démocratique (la sociale) te eisen. Dit Juni-oproer werd echter op bloedige wijze neergeslagen door Louis Eugène Cavaignac.